# Chlorid niobitý
Chlorid niobitý je anorganická sloučenina s chemickým vzorcem NbCl3. Chlorid niobitý je nestechiometrická sloučenina, vzorec NbCl3 můžeme chápat jako jedno z limitních složení. Dobře popsanou strukturou je Nb3Cl8 (NbCl2,67), známe také ale řadu aduktů obsahujících strukturní jednotku NbCl3.

## Příprava

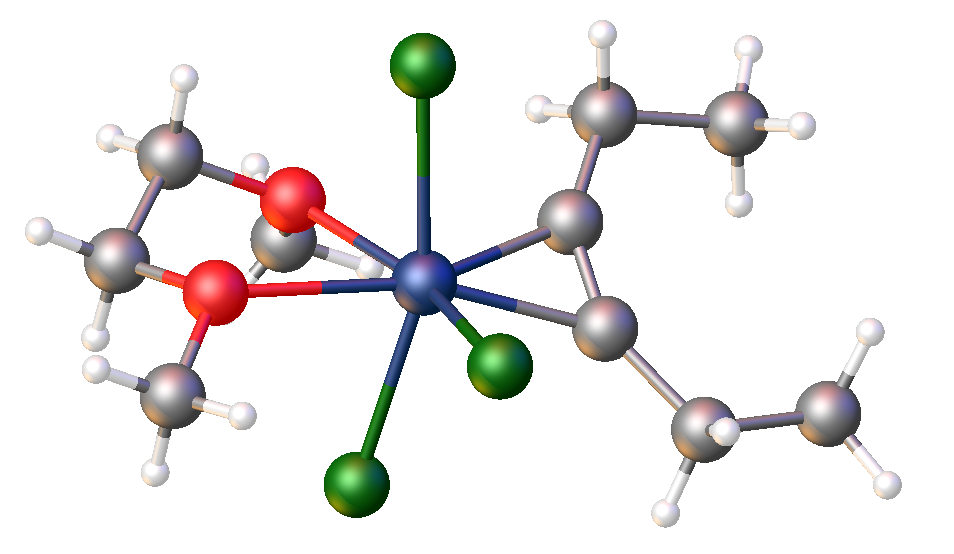
Struktura komplexu NbCl_{3}(dimethoxyethan)(hex-3-yn).

Nb3Cl8 vzniká redukcí chloridu niobičného vodíkem nebo zahřátím.
Redukcí roztoku dimethoxyethanu s chloridem niobičným pomocí 1,4-bis(trimethylsilyl)cyklohexadienu v přítomnosti hex-3-ynu vzniká komplexní adukt chloridu niobitého:
NbCl5  +  C6H6(SiMe3)2  +  C2Et2 + dme  →   NbCl3(dme)(C2Et2)  +  C6H6  +  2 Me3SiCl
Znečištěný adukt chloridu niobitého byl připraven redukcí roztoku dimethoxyethanu s chloridem niobičným pomocí tributylcínhydridu:
NbCl5  +  2 Bu3SnH  +  MeOCH2CH2OMe  →  NbCl3(MeOCH2CH2OMe)  + 2 Bu3SnCl

## Vlastnosti
Nb3Cl8 má nejtěsnější hexagonální uspořádání chloridových iontů, ve struktuře je ale jedna čtvrtina oktaedrických děr neobsazena. Trojúhelníky z atomů niobu vznikají v oktaedrických dírách chloridové mřížky. Ve složení vyšších chloridů niobu chybí některé atomy niobu, čímž vznikají vakance a vznikají nestechiometrické sloučeniny. U chloridu niobičitého je tento motiv vakancí protažený, atomy niobu tvoří spíše dvojice než trojúhelníkové uspořádání.
Barva chloridu niobitého se liší v závislosti na poměru niobu a chloru. NbCl2,67 je zelený, zatímco NbCl3,13 je hnědý.

## Reaktivita

Struktura Nb_{2}Cl_{6}(SMe_{2})_{3}.

Při zahřátí nad teplotu 600 °C chlorid niobitý disproporcionuje na kovový niob a chlorid niobičný.

### Adukty
NbCl3(dimethoxyethan) je činidlo pro redukční kopulaci karbonylů a iminů. Je prodáván jako komplex dimethoxyethanu. Niobité adukty jsou známé také s ligandy1,4-dioxanem a diethyletherem.
Chlorid niobitý tvoří sérii sloučenin se vzorcem Nb2Cl6Lx s dvojnou vazbou Nb=Nb. S terciárními fosfiny jsou komplexy bioktaedrické, například Nb2Cl6(PPhMe2)4. Thioethery tvoří adukty s jedním můstkovým thiotherem (R2S). Ty jsou také bioktaedrické a mají vzorec Nb2X6(R2S)3 (X = Cl, Br).